# On the Sentimental Side
On the Sentimental Side – studyjny album piosenkarza Binga Crosby’ego nagrany przez niego 21 i 22 czerwca 1962 roku dla własnej firmy Project Records. Crosby jednak nigdy nie ukończył pracy nad tym albumem, dlatego został on wydany dopiero w 2010 roku na płycie CD przez Collectors’ Choice Music.

## Lista utworów

### Oryginalne nagrania
| Tytuł | Tytuł                                                                             | Długość |
| ----- | --------------------------------------------------------------------------------- | ------- |
| 1.    | „My Bonnie” / „The Band Played On”                                                | 2:50    |
| 2.    | „Always” / „Wishing (Will Make It So)”                                            | 4:31    |
| 3.    | „Remember” / „Put On Your Old Grey Bonnet”                                        | 3:40    |
| 4.    | „All Alone” / „In the Shade of the Old Apple Tree”                                | 3:21    |
| 5.    | „How Can I Leave Thee”† / „A Bird in a Gilded Cage” / „The Sidewalks of New York” | 2:46    |
| 6.    | „If I Didn't Care” / „Blueberry Hill”                                             | 3:46    |
| 7.    | „Beautiful Dreamer” / „The Last Rose of Summer”                                   | 3:28    |
| 8.    | „Roll on Silver Moon” / „Now the Day Is Over”                                     | 2:55    |
| 9.    | „Tom Dooley” / „The Old Gray Mare”                                                | 2:21    |
| 10.   | „Together” / „What'll I Do”                                                       | 3:18    |
| 11.   | „Look for the Silver Lining” / „Say It with Music”                                | 4:12    |
| 12.   | „Did You Ever See a Dream Walking?” / „A Pretty Girl Is Like a Melody”            | 3:57    |

### Bonusowe utwory
| Tytuł | Tytuł                   | Długość |
| ----- | ----------------------- | ------- |
| 13.   | „Because”               | 1:57    |
| 14.   | „Love’s Old Sweet Song” | 2:03    |
| 15.   | „Smilin' Through”       | 1:44    |
| 16.   | „Whither Thou Goest”    | 2:46    |
| 17.   | „Too Ra Loo Ra Loo Ral” | 1:51    |